# Sinestesia (figura retorica)
La sinestesia (dal greco syn, 'insieme', e aisthánomai, 'percepisco') è una figura retorica, in particolare un tipo di metafora ("metafora sinestetica"), che prevede l'accostamento di due parole appartenenti a due sfere sensoriali diverse.
Ha largo uso in poesia ermetica e in genere nella versificazione:
(Giovanni Pascoli, Novembre.)
(Giovanni Pascoli, La mia sera.)
(Giovanni Pascoli, L'assiuolo.)
(Salvatore Quasimodo, Alle fronde dei salici.)
(Giosuè Carducci, Il bove.)
Tra le canzoni, si può citare Il sogno di Maria di Fabrizio De André:
io per un giorno per un momento,

corsi a vedere il colore del vento.»
È usata anche nella lingua di tutti i giorni, come nel caso della poesia "Da Morty" ("colori caldi", "giallo squillante" ecc.) e quindi anche in prosa.